# ماتسوكو ديلوكس
ماتسوكو ديلوكس (マ ツ コ ・ デ ラ ッ ク ス H أو ماتسوكو ديراكوسو، من مواليد 26 أكتوبر 1972م، في محافظة تشيبا) هي صحفية يابانية وكاتبة مقالات وشخصية تلفزيونية معروفة بشخصيتها التي ترتدي ملابس متغايرة، فضلاً عن ملاحظاتها المؤيدة للمثليين جنسياً.
فبعد تخرجها من مدرسة «طوكيو ماكس بيوتي»، عملت كموظفة. فبتأثرها بنشطاء مجتمع المثليين، غيرت مهنتها لمحررة وكاتبة في مجلات يابانية للمثليين بما في ذلك بادي وبارازوكو، قبل أن يكتشفها كاتب المقالات أوساجي ناكامورا. ثم تركت ماتسوكو ديلوكس وظيفتها في أواخر العشرينيات من عمرها وأصبحت عاطلة.
ظهرت لأول مرة في التلفزيون في عام 2000م في برنامج Tokyo R&R وتستمرفي سعيها في أن تصبح معلقًة إعلاميًة منتظمًة لبرامج مثل Goji ni Muchū!
ففي كتابها الأسبوعي لعام 2005م عوائد المتخنثون، لاحظت أنه في عام 2000م عندما قاست قياسات جسمها الثلاث «ثدي/خصر/ورك» كانت كلها 180 سم (71 بوصة) وكان وزنها في ذلك الوقت 140 كيلوجرامًا (310 رطل). ماتسوكو ديلوكس هي رجل مثلي الجنس ترتدي ملابس متقاطعة وتفضل الضمائر الذكورية.
وفي عام 2010م، اشتهرت بـ «عداوتها» مع العديد من مذيعات التلفزيون اليابانيات حول تخيلاتهم لها. كما انتقدت ماتسوكو تشريع حاكم محافظة طوكيو آنذاك شينتارو إيشيهارا للحد من مبيعات المانجا والأنيمي لمن هم دون سن 18 عامًا بالإضافة إلى ازدراء الحاكم للمثلية الجنسية والتخنث الجنسي. وفي عام 2012م، شاركت ماتسوكو في مناظرة حول الفخر الوطني للصينيين والكوريين واليابانيين وعندما ادعى ضيف كوري ياباني أن «الموسيقى الياباني مثل لعبة البيسبول الميدانية، لكن الموسيقى الكوري مثل لعبة البيسبول الاحترافية»، أجابت أن الكيبوب كان «لا شيء سوى تقليد موسيقى البوب الأمريكية» وعندما أشار مشارك كوري ياباني إلى أن شعبية ليدي غاغا في اليابان كانت علامة على ضعف J-pop، ردت ماتسوكو بأن اليابان رحبت بموسيقى العديد من الثقافات بما في ذلك الكورية وقالت إنه إذا لم يعجب فناني البوب الكوري اليابان على ما هي عليه حينها لم يكن عليهم البقاء. حيث أثارت تصريحات ماتسوكو جدلاً في الإنترنت الكوري.

## على شاشات التلفاز
ماتسوكو عضوة دائمة في اللجنة وأحيانًا تُستضيف البرامج الحوارية اليابانية Goji ni Muchū!، هونما دكا!؟ تي في، شيروشيرو ميشيرو، ماتسوكو و Ariyoshi's Angry New Party ، Jinsei ga Kawaru قصة إيبونكان الرقيقة، ماتسوكو نو شيراناي سيكاي (العالم غير معروف لماتسوكو )،Arita & Matsuko & Man & Woman وفي وقت متأخر يوم الإثنين عرض أيضًا ضيفًا مميزًا غالبًا في الكوميديا الشهيرة Downtown no Gaki no Tsukai ya Arahende!!. ففي عام 2013م، أصبحت ماتسوكو جزءًا من حملة إعلانية بمناسبة الذكرى العاشرة للسيد دونات لتقديم كعكة الدونات "Pon de Ring"،  واستمرت في كونها المتحدث الرسمي باسم الشركة من خلال تجديد صياغتها للكلام والترقيات التعاون كالبيس.